# Canadian Federation of Engineering Students
CFES (ang. Canadian Federation of Engineering Students, fr. FCEEG, Fédération canadienne des étudiants et étudiantes en génie) kanadyjska dwujęzyczna niedochodowa organizacja założona w Ottawie mająca na celu rozwój studentów uczelni technicznych.

## Projekty
- CFES Congress
- Canadian Engineering Competition
- Complementary education courses
- Project Magazine

## Organizacje partnerskie
- Canadian Council of Professional Engineers
- BEST
- bonding
- National Association of Engineering Student Councils